# Francesc Castanys i Solà
Francesc Castanys i Solà (Olot, 17 de novembre 1810 — Salamanca, 7 de setembre 1859) va ser un polític i jurista català. Castanys va ser catedràtic de jurisprudència de les ciutats de Barcelona i Salamanca. Va ser elegit diputat a les Corts per Girona l'any 1840. L'any 1843, la Junta Central de Barcelona va nomenar-lo ministre interí de governació. No seria fins a l'any 1845 que deixaria la política. Va fer-se construir una casa a Sant Martí de Provençals en la que hi residiria. També va participar com a redactor a "El Constitucional" de Madrid on destaca el seu article titulat Alegato en defensa de la constitución de los hereus y pubillas en Barcelona (Al·legat en defensa de la constitució dels hereus i pubilles a Barcelona).